# Abschnittsbefestigung Alte Schanze

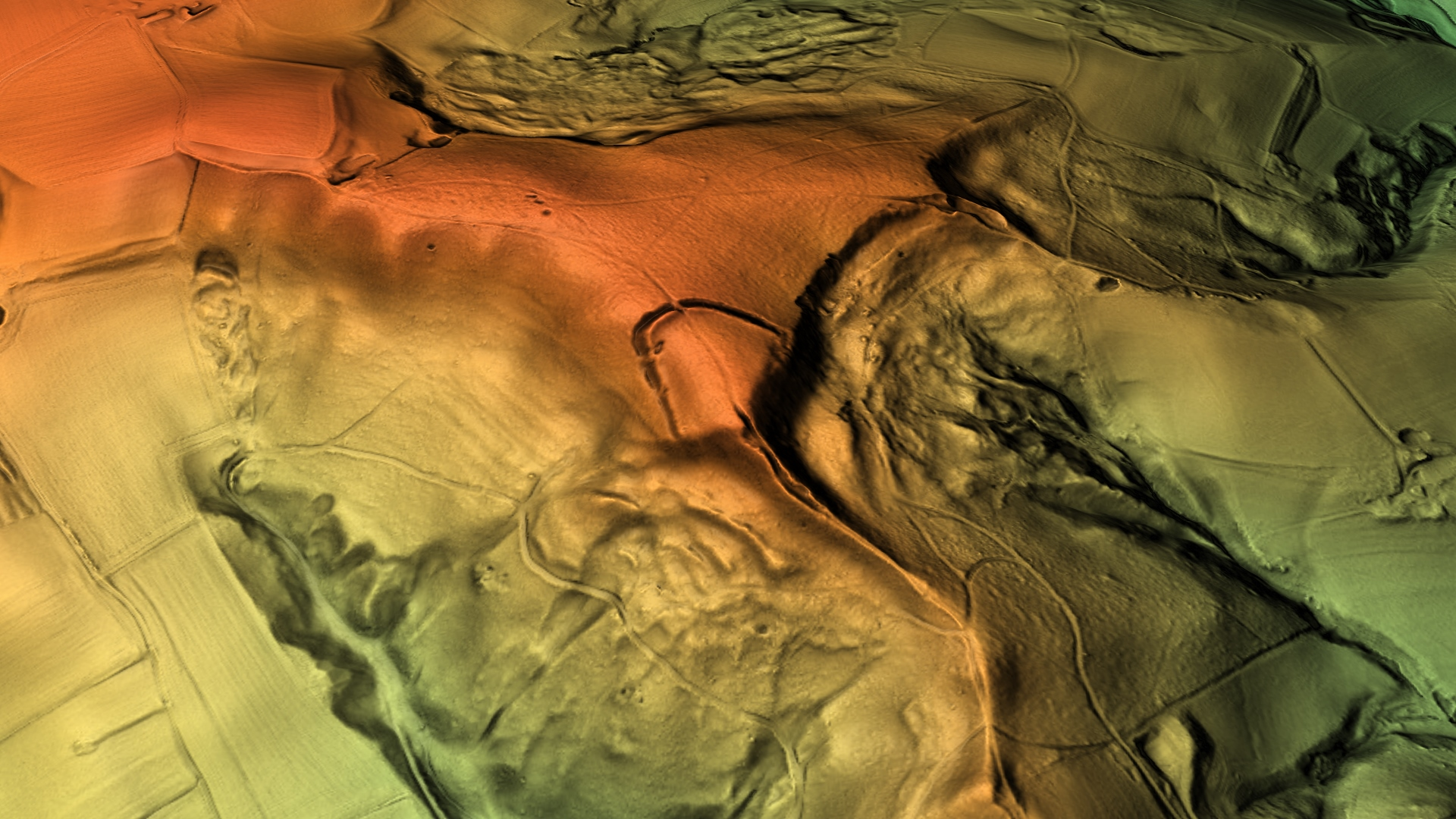
3D-Ansicht des digitalen Geländemodells

Der Abschnittsbefestigung Alte Schanze ist eine abgegangene Abschnittsbefestigung in einem Waldstück auf dem Schlossberg ca. 1000 m nordwestlich von Burgholz, einem Gemeindeteil der niederbayerischen Stadt Simbach am Inn im Landkreis Rottal-Inn. Die Anlage wird als Bodendenkmal unter der Aktennummer D-2-7744-0018 als „frühmittelalterlicher Ringwall ‚Alte Schanze‘“ geführt.

## Beschreibung
Die Abschnittsbefestigung Alte Schanze liegt auf einem schmal aufsteigenden Sporn des Schlossbergs; dort, wo dieser in einen breiteren Rücken übergeht, riegelt beiderseits eines Höhenwegs ein bogenförmiger Wall einen Bereich von 80 m Breite und 100 m Länge von dem weiter leicht ansteigenden Hinterland ab. Der Wall ist vom Innenraum 1 bis 2,2 m hoch und nach Nordwesten am deutlichsten ausgeprägt. Am Westhang biegt der Wall um und endet in einem Steilhang; am Nordwesthang verläuft er sich abschwächend nach 70 m aus. Ein dem Wall vorgelagerter Graben weist seine größte Tiefe an der Nordwest-Front auf; er begleitet den Wall auf seinem gesamten Verlauf und läuft an beiden Enden in dem steilen Hang des Bergsporns aus. Durch die Anlage verläuft ein Weg, der auf der abfallenden Spornnase als Hohlweg eingefahren ist, so dass der Eindruck entsteht, er verlaufe zwischen zwei Wällen.